# Kéllé
Kéllé är ett vattendrag i Kamerun. Det ligger i den sydvästra delen av landet, 140 km väster om huvudstaden Yaoundé.